# پارانشیم

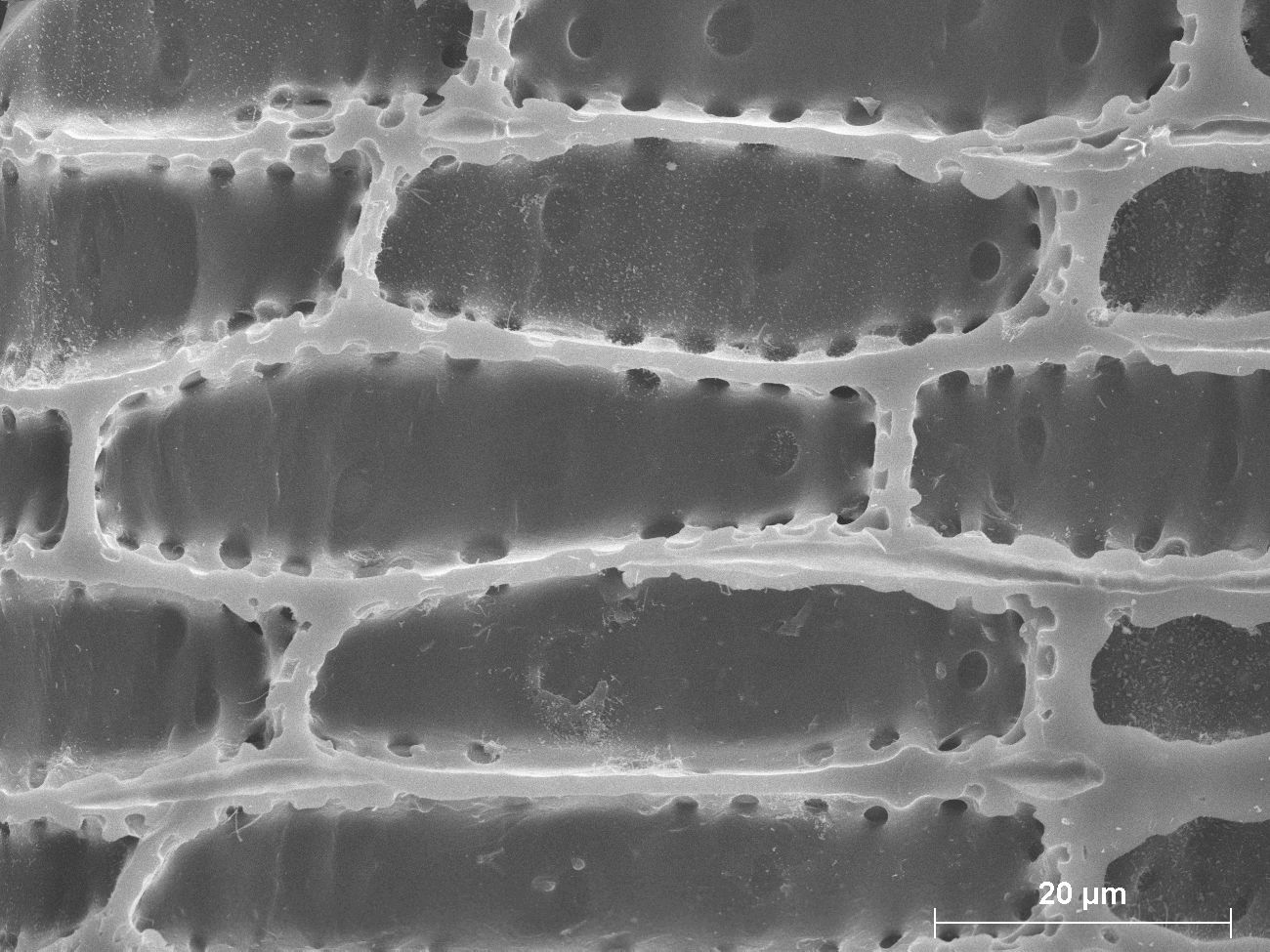
پارانشیم در بافت گیاهی

پارانشیم یا نرم‌آکِنه یعنی بخش اصلی و کارکردی یک اندام در بدن. به عبارت دیگر، پارانشیم یا نرم‌آکنه یعنی بافت اصلی یک اندام که وظیفهٔ اصلی آن را انجام می‌دهد.
هر اندام بدن (مثل شش، کبد یا کلیه) دو بخش دارد: یکی بخشی که کار اصلی را انجام می‌دهد (مثلاً نفس کشیدن، تصفیه خون یا تولید صفرا) و یکی هم بافت‌های حمایتی مثل رگ‌ها یا بافت پیوندی که فقط کمک می‌کنند، آن بخشی که کار اصلی را انجام می‌دهد، همان پارانشیم است.
مثلاً: در شش‌ها، پارانشیم همان کیسه‌های هوایی (آلوئول‌ها) هستند که اکسیژن را وارد خون می‌کنند. در کبد، پارانشیم سلول‌هایی هستند که مواد غذایی را پردازش می‌کنند. در کلیه، پارانشیم بخش‌هایی است که خون را تصفیه می‌کنند.
پارانشیمای بافت گیاهی عموماً نرم و نسبتاً نامشخص است که فاصلهٔ میان بافت‌های دیگر را پر می‌کند و کلمه نرم‌آکنه نیز ناظر بر همین معناست. در بافت‌های جانوری، سلول‌های عامل هر اندام (سوای سلول‌های زمینه‌ای و حمایتی) را پارنشیمای آن اندام گویند.

## واژه‌شناسی
واژه پارانشیم از ریشه یونانی παρέγχυμα - parenkhuma بمعنی ذات و جرم اصلی هر چیز و تنه و ماده احشایی برای شرح و توضیح جوهره و بن مایه یک ماده یا بافت، استفاده می‌گردد. این واژه نه تنها در سلولهای گیاهی، بلکه در سلول و بافت جانوری و بافت زمینه هم کاربرد فراوان دارد.

## در بافت جانوری
پارانشیم یک اندام جانوری، بخش عملگر و کارای آن به‌شمار می‌آید و نقطه مقابل استروما می‌باشد چراکه استروما ساختار یک بافت پیوندی را در یک اندام تعریف می‌کند که به عنوان بستره، پارانشیم را حمایت می‌کند.
در سرطان، پارانشیم همان یاخته‌های جهش‌یافته از یک ریشه و مبدأ را شامل می‌گردد حال آنکه استروما، بافت پیوندی و سلولهای آن است که این پارانشیم را احاطه کرده است.
 در بافت‌شناسی پستانداران، سه لایه ساختاری برون‌پوست (اکتودرم)، درون‌پوست (اندودرم) و در میان این دو میان‌پوست (مزودرم) قرار دارد. با توجه به این سه لایه بنیادی، پارانشیم بیشتر اندامها یا از برون‌پوست (مغز و پوست از این لایه به‌وجود می‌آیند) بوده یا از درون‌پوست (ششها و کبد و اعضای گوارشی از این لایه به‌وجود می‌آیند) می‌باشند.
پارانشیم تعداد کمی از اندامها مانند کلیه و قلب، از میان‌پوست تشکیل می‌گردد درحالیکه استرومای تمامی اندام‌ها از میان‌پوست به‌وجود می‌آیند.
- پارانشیم چند اندام مختلف:[۳]

| نام اندام | پارانشیم                            |
| مغز       | نورون و سلول گلیال                  |
| قلب       | یاخته ماهیچه‌ای (میوسیت)             |
| کلیه      | نفرون                               |
| کبد       | هپاتوسیت                            |
| لوزالمعده | جزایر لانگرهانس و لوزالمعده برون‌ریز |
| طحال      | پالپ سفید و پالپ قرمز               |

## در بافت گیاهی

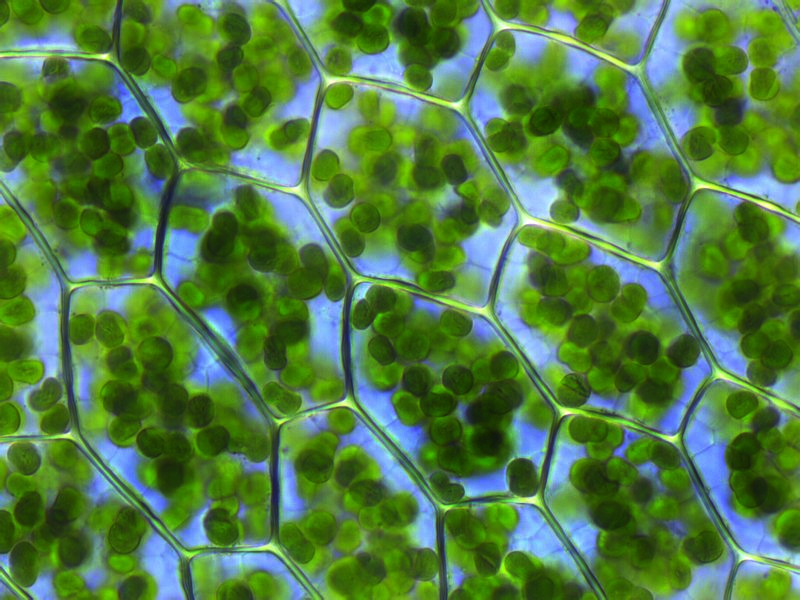
پارانشیم

سلولهای پارانشیمی، سلولهایی با دیواره نازک و سلولزی دارند و بسیار بزرگ هستند دارای فضای بین سلولی زیاد می‌باشند. از نوع بافت زمینه می‌باشند که تنه و جسم اصلی بیشتر ساختارهای غیر چوبی (گاهی دیواره‌های سلولی آن‌ها چوبی می‌شود) در گیاهان را شامل می‌گردد. بعضی از سلول‌های این بافت می‌توانند کلروپلاست داشته باشند و فتوسنتز انجام دهند که به آن‌ها کلرانشیم می‌گویند (مثل سلول‌های میانبرگ) بعضی دیگر از سلول‌های این بافت می‌توانند موادی را در خود ذخیره کنند مثل بافتی از سیب زمینی که نشاسته را در خود ذخیره می‌کند. بعضی از سلول‌های بافت پارانشیم می‌تواند موادی را ترشح کنند.
در ضمن این سلول‌ها دارای لان می‌باشند
وقتی گیاه زخمی است پارانشیم‌ها تقسیم می‌شوند. قدرت تقسیم میتوز بالایی دارد و در ساختار بافت آوندی (نوعی دیگر از سامانه بافت‌های گیاه) قرار دارد، در گیاهان دولپه دارای پیراپوست نیز می‌توان پارانشیم مشاهده کرد.
نوعی دیگر از پارانشیم هوادار (آئرانشیم) در گیاهان آبزی نیز وجود دارد که فضای بین سلولی را با مولکولهای هوا پر می‌کنند.
سازوکار دیگر این بافت در تولید گامت ماده در گیاهان نهان‌دانه است؛ بافت خورش و همچنین اولین یاخته آغاز کننده تقسیم میوز (دیپلوئید) نیز از این بافت می‌باشند.